# Aaron Weissblum
Aaron Weissblum (né en 1964) est un auteur américain de jeux de société.
Il a d'abord étudié les mathématiques avant de se tourner vers les jeux.

## Ludographie

### Seul auteur
- Cloud 9, 1999, F.X. Schmid
- Adam & Eva, 2004, Ravensburger
- Celestia, 2015, BLAM

### AvecAlan R. Moon
- Time Pirate, 2000, Piatnik
- San Marco, 2001, Ravensburger, International Gamers Awards  multi-joueurs 2002
- Capitol, 2001, Schmidt Spiele
- Das Amulett, 2001, Goldsieber
- Im Schatten des Sonnenkönigs, 2002, Amigo / Gigamic
- New England, 2002, Goldsieber, Games Magazine Awards  2004
- Lumberjack, 2002, Schmidt Spiele
- Canal Grande, 2002, Adlung
- Stop it, 2002, Schmidt Spiele
- King Lui, 2003, Abacus
- Europa Tour, 2003, Schmidt Spiele, Mensa Select Mind Games  2004
- Eiszeit, 2003, Ravensburger
- Clocktowers, 2004, Jolly Roger